# Jaroszowiec (gromada)
Jaroszowiec – dawna gromada, czyli najmniejsza jednostka podziału terytorialnego Polskiej Rzeczypospolitej Ludowej w latach 1954–1972.
Gromady, z gromadzkimi radami narodowymi (GRN) jako organami władzy najniższego stopnia na wsi, funkcjonowały od reformy reorganizującej administrację wiejską przeprowadzonej jesienią 1954 do momentu ich zniesienia z dniem 1 stycznia 1973, tym samym wypierając organizację gminną w latach 1954–1972.
Gromadę Jaroszowiec z siedzibą GRN w Jaroszowcu utworzono – jako jedną z 8759 gromad na obszarze Polski – w powiecie olkuskim w woj. krakowskim, na mocy uchwały nr 28/IV/54 WRN w Krakowie z dnia 6 października 1954. W skład jednostki weszły obszary dotychczasowych gromad Kolbark i Golczowice oraz wieś Jaroszowiec z dotychczasowej gromady Klucze ze zniesionej gminy Klucze, a także obszar dotychczasowej gromady Bogucin Duży ze zniesionej gminy Rabsztyn w tymże powiecie. Dla gromady ustalono 17 członków gromadzkiej rady narodowej.
31 grudnia 1961 do gromady Jaroszowiec przyłączono wsie Bydlin i Krzywopłoty ze zniesionej gromady Bydlin.
30 czerwca 1962 do gromady Jaroszowiec przyłączono wieś Cieślin z gromady Klucze.
Gromada przetrwała do końca 1972 roku, czyli do kolejnej reformy gminnej.